# Grendi
Grendi – wieś w Norwegii, w okręgu Aust-Agder, w gminie Bygland. Grendi leży wzdłuż norweskiej drogi krajowej 9, nad Byglandsfjorden.